# Herne Bay
Herne Bay est une ville côtière du nord-est du Kent en Angleterre. Elle fait partie du district de Canterbury et compte une population d'environ 35 000 habitants.
La ville se situe au niveau de l'estuaire de la Tamise, à 7 km au nord de la ville de Canterbury et à 2 km à l’est de la ville de Whitstable. Le front de mer de Herne Bay abrite une tour horloge construite en 1837. Jusqu’en 1978, la ville abritait la seconde plus longue jetée du Royaume-Uni.
La ville débuta comme un petit port recevant les marchandises et les passagers venant de Londres en route vers Canterbury et Douvres. La ville s’est ensuite développée comme ville balnéaire dès le début du XIXe siècle après la construction par des investisseurs de sa jetée et de sa promenade.

## Histoire

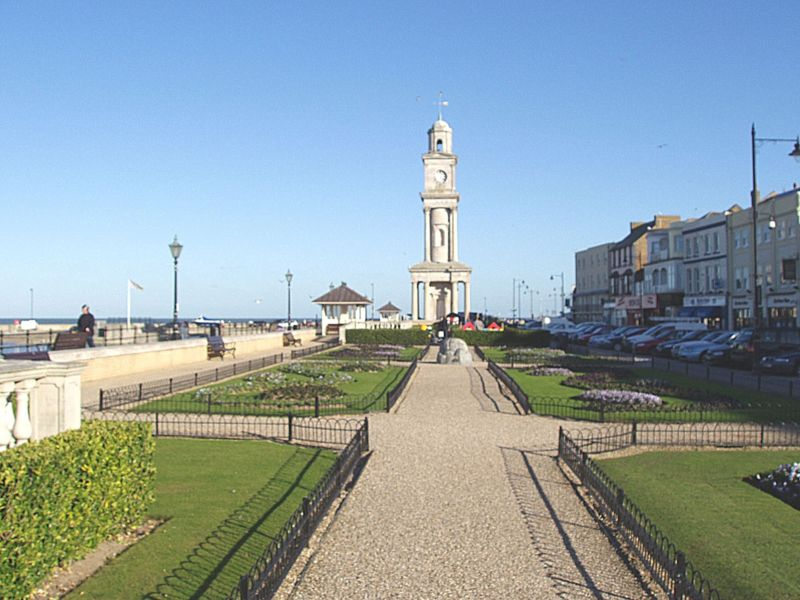
La tour horloge de Herne Bay

La ville de Herne Bay tire son origine d'un village nommé Herne situé dans les terres à 2 km au sud de la baie. Le mot Herne signifiant un endroit sur un coin de terre dérivant du vieil anglais hyrne qui signifie coin. Le village a premièrement été enregistré autour de 1100 comme Hyrnan. Ce nom pourrait provenir d’une forte courbe au niveau de Herne sur une chaussée romaine reliant Canterbury à Reculver.
Un des plus vieux bâtiments de Herne est une auberge datant de la fin du XVIIIe siècle. Au milieu du XVIIIe siècle, les marchandises et les passagers étaient transportés entre la ville et Londres. Du charbon arrivait en provenance de Newcastle. Herne était pourvue d’une route rendant un accès facile vers Canterbury ou vers Douvres où les gens pouvaient traverser la Manche pour se rendre en France.
Le recensement de 1801 montrait que Herne Bay abritait une population de 1 232 habitants.
Aux environs de 1830, un groupe d’investisseurs londonien fit construire une jetée en bois et une promenade près du front de mer dans le but de développer le tourisme balnéaire. L’expansion s’accéléra une fois qu’une gare fut installée. La ville passa de 1 876 à 3 041 habitants entre 1831 et 1841. Les investisseurs ont un moment souhaité renommer la ville en St Augustine's mais ce projet tomba à l’eau à cause de la désapprobation de la population.
En 1833, un vote parlementaire proclama que Herne et Herne Bay étaient des villes séparées et indépendantes.
Un propriétaire terrien du nom de Sir Henry Oxenden légua une parcelle de terre pour y faire bâtir la première église de la ville. Celle-ci fut construite en 1834. En 1837, une riche Londonienne du nom d’Ann Thwaytes légua 4 000 £ pour construire une tour horloge près du front de mer.
Dans les années 1840, des bateaux à vapeur commencèrent à naviguer entre Herne Bay et Londres.
La jetée originale fut démantelée en 1871 à la suite de la faillite des propriétaires et vu la décomposition avancée du bois de ses fondations. Une plus petite jetée métallique avec des magasins fut construite en 1873. Cette jetée était néanmoins trop petite pour que les bateaux à vapeur puissent y accoster. Vu sa non rentabilité, une nouvelle jetée plus longue fut construite en 1896.
La population passa de 4 410 à 8 442 habitants entre 1881 et 1901. En 1910, un pavillon fut ajouté au bout de la jetée. En 1931, la population était de 14 533 habitants.
Durant la Seconde Guerre mondiale, un fort marin Maunsell fut construit près des côtes. Il est toujours visible actuellement.
1963 vit la fin des bateaux à vapeur au départ de la jetée. En 1970, le pavillon fut ravagé par le feu et fut remplacé par un centre sportif dès 1976. La section centrale de la jetée a été détruite en 1978 par une tempête et n’a pas été restaurée vu le coût excessif malgré la campagne organisée par les habitants.

## Vie politique
Aux élections générales de 2005, le parti conservateur anglais a remporté les élections avec 49,6 % des voix. Le parti travailliste remporta 32,2 % des suffrages, les démocrates 14,4 %, les indépendantistes anglais 3,9 %.
Herne Bay avec Whitstable et Canterbury font partie du District de Canterbury. La ville comporte également les cinq cantons électoraux de Heron, Herne, Broomfield, Greenhill et Eddington. Ces cantons possèdent 13 des 50 sièges du district. Lors des élections locales de 2007, 8 de ces sièges ont été pris par les conservateurs et 5 par les travaillistes.

## Géographie
La ville de Herne Bay 51° 22′ 14″ N, 1° 07′ 37″ E est située au nord-est des côtes du Kent. La ville se situe à l'est de l’embouchure du chenal Swale dans l'estuaire de la Tamise. La ville se trouve à 3 km à l'est de la ville côtière de Whitstable, à environ 12 km au nord de Canterbury et à 23 km à l'ouest de Ramsgate.
Les villages de Swalecliffe et Chestfield sont situés au sud-ouest de la ville et Reculver à l'ouest.
À l'est, l'altitude atteint 25 mètres alors que l'ouest ne dépasse pas les 10 mètres. Des falaises existent le long de la côte à ces endroits. La zone est reprise comme zone écologique d'importance pour les oiseaux.

### Géologie
Le sous-sol est surtout constitué d’argile de Londres qui recouvre l’essentiel de la partie septentrionale du Kent. Les argiles et sables des falaises connaissent une érosion. Le nord-est du Kent a par ailleurs été désigné comme site d’intérêt scientifique.
Des digues furent construites pour prévenir toute inondation.

### Climat
Les températures maximales de l’est du Kent sont relevées en juillet et en août avec des températures aux alentours des 21 °C. Les mois les plus froids sont janvier et février avec des températures moyennes minimales d'environ 1 °C. Les températures moyennes sont d’un demi degré supérieures à la moyenne nationale ce qui s’explique par la proximité de la mer.
La pluviométrie annuelle est d’environ 728 mm d’eau pour une moyenne nationale de 838 mm. Les mois d’octobre à janvier sont les plus pluvieux.
| Mois                                                      | J   | F    | M    | A    | M    | J    | J    | A    | S    | O    | N    | D    | Année |
| --------------------------------------------------------- | --- | ---- | ---- | ---- | ---- | ---- | ---- | ---- | ---- | ---- | ---- | ---- | ----- |
| Températures moy. min. (sous abri, normales) °C           | 1,5 | 1,3  | 2,8  | 4,3  | 7,3  | 9,9  | 12,2 | 12,2 | 10,1 | 7,2  | 3,9  | 2,6  | 6,3   |
| Températures moy. max. (sous abri, normales) °C           | 7,1 | 7,2  | 9,9  | 12,1 | 15,9 | 18,7 | 21,3 | 21,6 | 18,4 | 14,5 | 10,3 | 8,0  | 13,8  |
| Précipitations (hauteur moyenne en mm, période 1971-2000) | 72  | 44,7 | 53,5 | 50,8 | 45,3 | 51,8 | 47,1 | 55,9 | 65,3 | 85,4 | 78,7 | 77,3 | 727,9 |
| Source : Office Météo                                     |     |      |      |      |      |      |      |      |      |      |      |      |       |

## Démographie
Selon le recensement 2001 du Royaume-Uni, le canton électoral de Herne Bay avait une population de 35 188 habitants pour une densité de 11,3 personnes par hectare.
La zone abrite 99 % de blancs. Le lieu de naissance des habitants est localisé à 96,3 % au Royaume-Uni, à 0,6 % en Irlande, à 1,1 % dans les autres pays européens et le reste d’ailleurs dans le monde. La religion prédominante est la religion chrétienne avec 77,3 %. On trouve également 14,2 % d’agnostiques, 0,3 % de musulmans, 0,3 % de bouddhistes, 0,2 % de juifs, 0,1 % d’Hindous et 0,1 % de Sikhs.
6 % de la population se situe dans la tranche 0–4 ans, 14 % dans la tranche de 5–15 ans, 4 % dans la tranche de 16–19 ans, 29 % dans la tranche de 20–44 ans, 25 % dans la tranche de 45–64 ans et 22 % dans celle de plus de 65 ans. La ville a donc une proportion plus élevée de plus de 65 ans par rapport à la moyenne. C’est en effet un lieu de résidence privilégié des retraités anglais.
36 % de la population de 16 à 74 ans a un emploi à temps plein, 13 % à temps partiel, 9 % sont indépendants, 3 % sont sans emploi, 2 % sont des étudiants avec un travail, 3 % des étudiants sans travail, et 18 % sont des retraités. Ce taux de 18 % est lui aussi plus élevé que la moyenne nationale (13,5 %). Par contre, le taux de chômage est plus bas qu’au niveau national (3,3 %).

## Économie

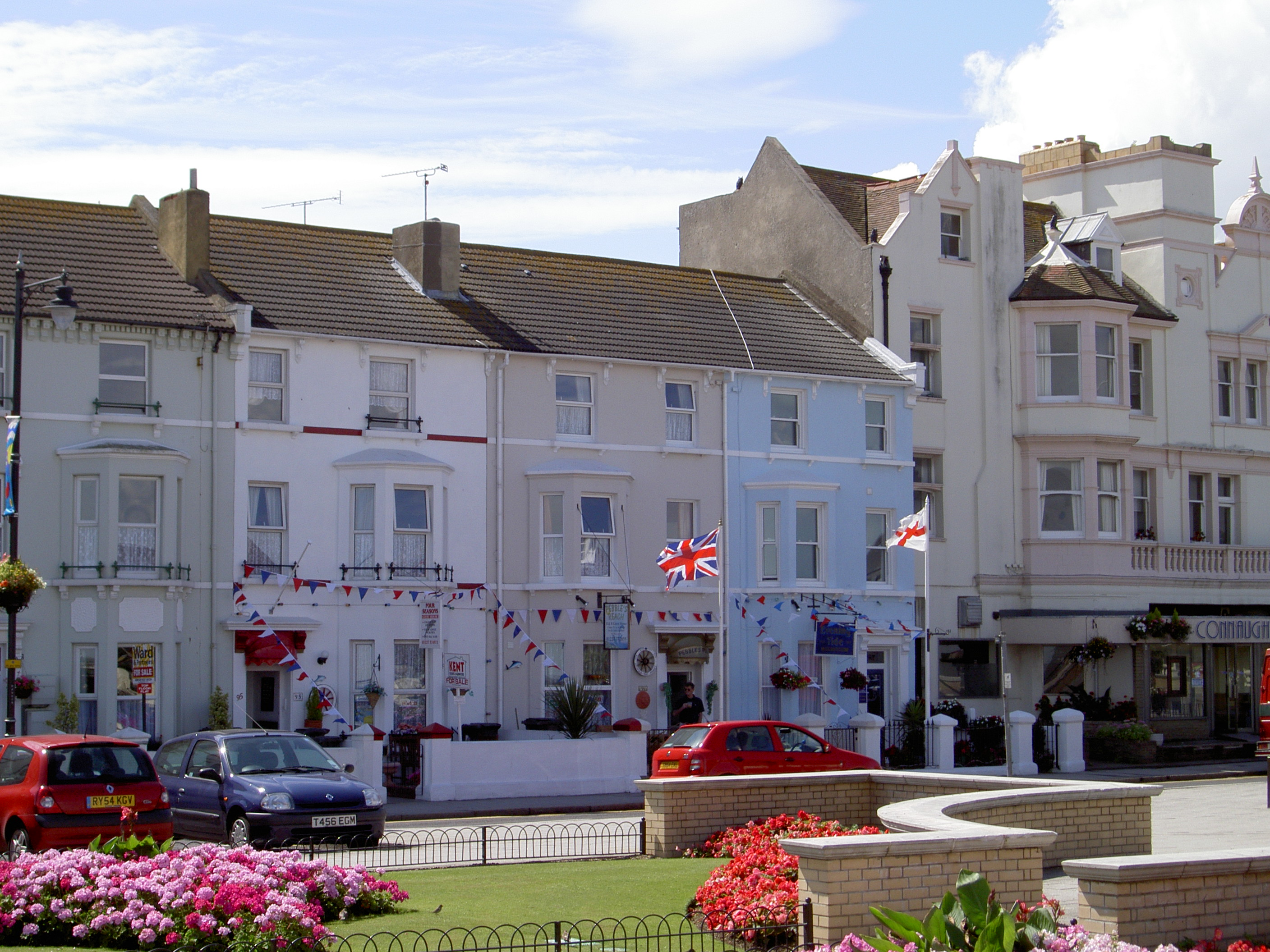
Front de mer de Herne Bay

Le développement des vacances en avion a causé un déclin de l’économie touristique dès les années 1960. Une restauration de front de mer dans les années 1990 et l’apparition d’un petit port protégé par des digues a permis un retour des touristes. Ceux-ci sont intéressés par des balades en mer et par la possibilité de voir des baleines dans l’estuaire de la Tamise. Un cinéma et une piscine apparurent également à cette époque.
En 2005, un champ marin d’éoliennes de 2,75 MW a été construit au large pour une production totale de 82,5 MW.
Au recensement de 2001, les emplois des habitants étaient à 19 % dans le commerce, 14 % dans la santé, 11 % dans l’industrie, 5 % dans l’administration, 5 % dans l’Horeca, 4 % dans la finance, 1 % dans l’agriculture. Comparativement à la moyenne nationale, les emplois sont plus nombreux dans la santé et dans la construction. Un grand nombre d’emplois dans la construction a été favorisé par la restauration du front de mer.

## Curiosités
La plage, récompensée pour sa propreté, est constituée de galets. Le front de mer est composé de maisons d’architecture victorienne.
On peut également apercevoir les Forts Maunsell au large des côtes.

## Transport

Nord-Est du Kent

La gare de Herne Bay se situe sur la ligne reliant Ramsgate à Londres. Les autres stations sur la ligne sont Broadstairs, Margate, Whitstable, Faversham, Gillingham, Rochester et Bromley South. Herne Bay est à environ 1h30 de Londres..
Un service de bus relie la ville aux villes de Whitstable et Canterbury.
La route A299, aussi connue sous le nom de Thanet Way, relie Ramsgate à Faversham via Herne Bay et Whitstable. La route A299 rejoint l’autoroute M2 à Faversham.

## Éducation
Herne Bay possède une école secondaire d’environ 1 500 étudiants. L’école primaire de Herne Bay forme 500 élèves. Il existe également deux plus petites écoles primaires (St Philip Howard Catholic School et Grosvenor House).

## Culture

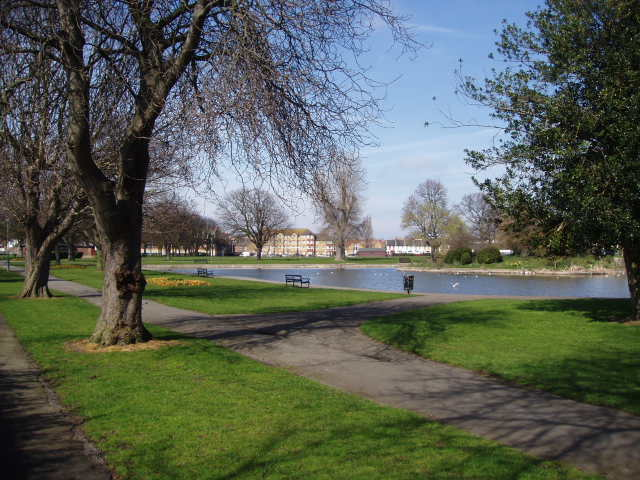
Parc "Memorial Park" à Herne Bay

Un festival avec des concerts et un carnaval a lieu chaque année au mois d’août.
Chaque été a lieu une compétition du plus beau jardin.
Le cinéma local se nomme "Kavanagh". Il abrite également la piscine de la ville.

### Média
Il existe 4 gazettes locales.
- Herne Bay Gazette, (payant)[28]
- Herne Bay Times, (payant)
- KM Extra, (gratuit)
- Canterbury Adscene, (gratuit)[29]

La radio locale se nomme kmfm. Elle se nommait avant 1997 CTFM.

### Filmographie
Grâce à son architecture et son caractère balnéaire, la ville a accueilli plusieurs tournages de films ou de séries.
- Comédie de la BBC Cockles en 1984
- Comédie de la BBC Little Britain[31].
- Série Upstairs, Downstairs
- Film de Ken Russell nommé French Dressing[32]
- The Medusa Touch, avec Richard Burton[33].

## Sports
La ville est une destination populaire pour les sports nautiques. Elle héberge un club de navigation en mer.
La pêche sur la jetée et en mer attire également des sportifs lors de compétitions nationales.
Herne Bay  dispose également d’un club de hockey,d’un club de gymnastique, d’un club de basket ball et d’un club de cricket.
Le club de football  de la ville, Herne Bay joue dans la Kent League. Le club fut champion en 1992, 1994, 1997 et 1998.
Il partage le même stade avec le club de Canterbury City qui joue également dans la Kent League.

## Habitants célèbres
- Bob Holness, acteur[40].
- Nicki Chapman, acteur[41].

## Jumelages
- Wimereux (France).
- Waltrop (Allemagne).